# وزارت بازرگانی ایالات متحده آمریکا
وزارت بازرگانی ایالات متحده آمریکا (به انگلیسی: United States Department of Commerce)، یکی از پانزده وزارتخانه دولت فدرال ایالات متحده آمریکا است. مقر این وزارتخانه در شهر واشینگتن دی‌سی است. سازمان ملی اقیانوسی و جوی زیر نظر این سازمان فعالیت می‌کند.
از جمله وظایف این وزارت، جمع آوری داده های اقتصادی و جمعیتی برای تصمیم گیری های تجاری و دولتی و کمک به تنظیم استانداردهای صنعتی است. اهداف اصلی این وزارت ترویج رشد اقتصادی، تشویق توسعه پایدار ، مقابله با اقدامات بازرگانی مخرب سایر کشورها و کارآفرینی است.

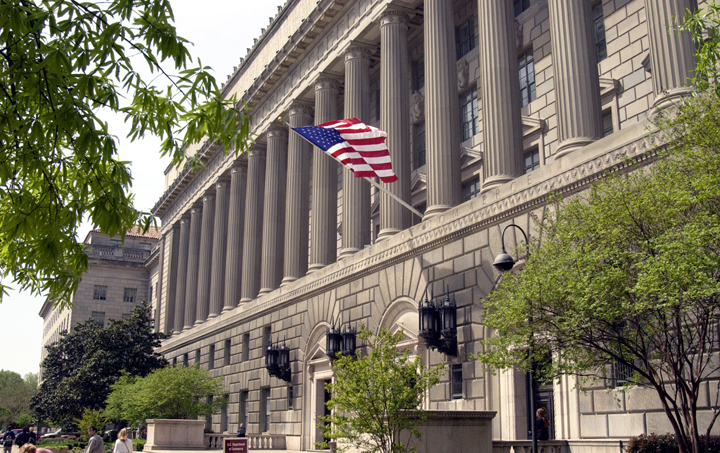
نمای وزارتخانه

## وبگاه رسمی
- www.commerce.gov